# Wehrmacht (együttes)
A Wehrmacht amerikai crossover thrash/hardcore punk zenekar. Tagok: Eric Helzer, Marco Zorich, John Duffy, Shann Mortimer és Brian Lehfeldt.
1985-ben alakultak meg az oregoni Portland-ben. A zenészek egy interjúban elmondták, hogy nevükkel ellentétben nem követik a náci ideológiát. Nem tartoznak a punk és a metal műfajok legismertebbjei közé, ennek ellenére kultikus státuszt értek el a rajongók körében.
Fő témáik a sör és a horror, de a cápák is jelentős szerepet játszanak a zenekar életében, amint azt egyes lemezeik címei is bizonyítja. Jellemző dalaikra a humor és a gyorsaság.
Az évek során egyszer már feloszlottak. Először 1985-től 1992-ig működtek, majd 2009-től napjainkig.
Az újraalakulás óta az együttes tevékenysége abból áll, hogy a klasszikus lemezeiket újra megjelentetik, koncerteznek, valamint különféle mellék-projekteket alapítanak a tagok.

## Diszkográfia

### Stúdióalbumok
- Shark Attack (1987)
- Biermacht (1989)

### Középlemezek
- Vice Grip (1990)
- Fast as a Shark Attack (2010, Accept-feldolgozás)

### Demók
- Blow You Away (1985)
- Rehearsal '85 (1985)
- Beermacht (1986)
- Death Punk (1986)
- Live at Pine St. Theatre (1986, koncertfelvétel)

### Válogatáslemezek
- Hardcore Classix! (2009)

### Egyéb kiadványok
- Viva Sharko! (2010, box set)